# Sandfilter
Sandfilter, eine synonyme Bezeichnung für die in der Wassertechnik verwendeten Kiesfilter, sind Filter, welche mit Sand als Filtermedium arbeiten. Sie werden in mehreren Gebieten eingesetzt.

## Aquaristik
Der Sandfilter ist ein spezieller Aquariumfilter innerhalb der Aquaristik. Er zählt zu den Außenfiltern.
Der Sandfilter ist ein mehrfach unterteiltes Extrabecken, in dem das Wasser durch verschiedene Filterwatten und Sandschichten fließt. Das Extrabecken befindet sich unterhalb des eigentlichen Aquarienbeckens. Das Wasser gelangt durch einen Überlauf in dieses Extrabecken, das sich meist im Unterschrank befindet. In der letzten Kammer befindet sich eine elektrische Tauchpumpe, die das Wasser zurück ins Becken befördert.
Der Sandfilter ist sowohl für Süß- wie Meereswasseraquarien geeignet.

## Schutzraumtechnik

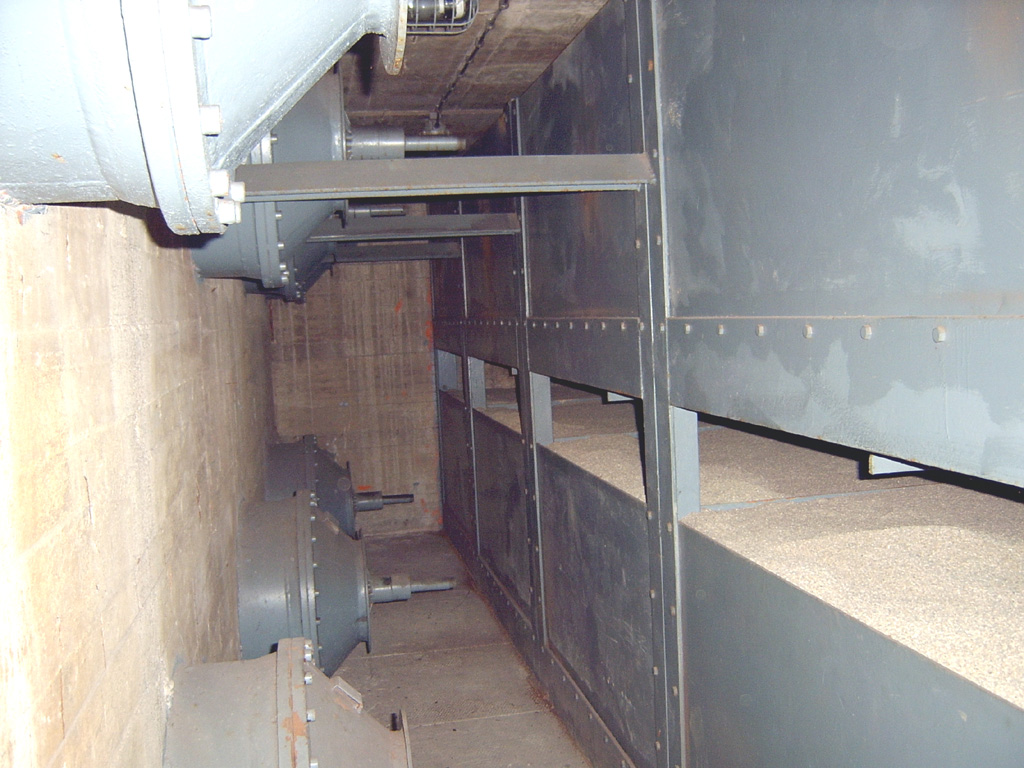
Sandvorfilter in einem Schutzraum, links befinden sich Luftstoß-Schutzventile

Ein Sandfilter ist in vielen Schutzbauwerken verbaut. Er ist eine wichtige Komponente der Schutzbelüftungsanlage, welche für die Versorgung der Schutzrauminsassen mit sauberer, kampfstofffreier Luft zuständig ist. Er besteht grundsätzlich aus einem oder mehreren Beton- oder Stahlbecken, welche mit Sand gefüllt sind. Die Funktionsweise ist simpel: Die Frischluft strömt durch die Ansaugvorrichtung(en) in den Sandfilterraum ein und wird dann durch den Sand gezogen. Dabei passieren drei Dinge:
1. Die Luft wird von (radioaktiven) Partikeln und biologischen bzw. chemischen Kampfstoffen befreit.
2. Wenn die Lufttemperatur erhöht ist, beispielsweise durch Brände außerhalb des Schutzraumes, absorbiert der Sand die Wärme, so dass im Schutzraum weiterhin erträgliche Temperaturen herrschen können.
3. Eine eventuell eindringende Explosionsdruckwelle wird gedämpft, sofern sie nicht schon von den bei manchen Schutzräumen vorgeschalteten Luftstoß-Schutzventilen gestoppt wurde.
Man unterscheidet zwei Arten, den Sandvorfilter und den Sandhauptfilter. Der Sandhauptfilter wird eigenständig eingesetzt und soll eine vollständige Filterung der Frischluft sicherstellen, während der Sandvorfilter immer im Zusammenspiel mit Raumfiltern eingesetzt wird und die Luft nur vorfiltern soll, um die Raumfilter vor zu schnellem Zusetzen oder Verbrennen zu schützen. Der Sandhauptfilter unterscheidet sich technisch nur durch das feinere Filtermaterial und die daraus resultierende bessere Filterwirkung vom Sandvorfilter.

## Abwasserreinigung in Kläranlagen
Ein Sandfilter wird in einer Kläranlage meist als letzte Reinigungsstufe angewendet. Er dient als erstes zur Filtration von Schwebeteilchen im Abwasser, aber auch zur nachgeschalteten Denitrifikation durch Zugabe von leicht abbaubaren organischen Verbindungen.
Filtration von Schwebeteilchen im Abwasser:
1. Das Abwasser wird über den Zulauf in den Sandfilter eingeleitet.
2. Es durchfließt drei Schichten von Sand (Blähschiefer, Quarzsand, Stütz- und Verteilschicht aus Quarzsand).
3. Danach fließt es durch einen Filterboden wieder heraus.

Das Abwasser wird durch dieses Verfahren zu 99 % von Feststoffen befreit.
Sandfilter dienen im ländlichen Raum auch zur Reinigung von häuslichen Abwässern. In Gegenden außerhalb der Einzugsgebiete einer Kanalisation muss das Abwasser mit einer Kleinkläranlage gereinigt werden. Anschließend an eine Klärgrube (mechanische Reinigung) wird das vorgereinigte Abwasser stoßweise auf einem Sandfilter versprüht. Beim Durchsickern durch den Filter wird das Wasser biologisch gereinigt und kann in klarem Zustand wieder an die Umwelt abgegeben werden. Im Gefälle erfordern Sandfilterkläranlagen keine Pumpen.

## Andere Verwendung des Begriffes
In der Luftfahrttechnik werden spezielle Filter vor den Lufteinlässen von Turbinen als Sandfilter oder Fremdkörper-Abscheider bezeichnet. Diese Konstruktionen halten den Sand und andere Kleinteile von den Turbinen fern und erhöhen so die Lebensdauer und Zuverlässigkeit der Antriebe stark.
Sie werden meist bei Hubschraubern eingesetzt, die in Wüstenregionen oder häufig über unbefestigtem Boden fliegen.